# Niemisaaret (ö i Birkaland)
Niemisaaret är en ö i Finland. Den ligger i sjön Roine och i kommunen Pälkäne i den ekonomiska regionen Tammerfors och landskapet Birkaland, i den södra delen av landet, 140 km norr om huvudstaden Helsingfors. Öns största längd är 110 meter i öst-västlig riktning. Notera att namnet antyder att det är fråga om flera öar.